# Sous-vide

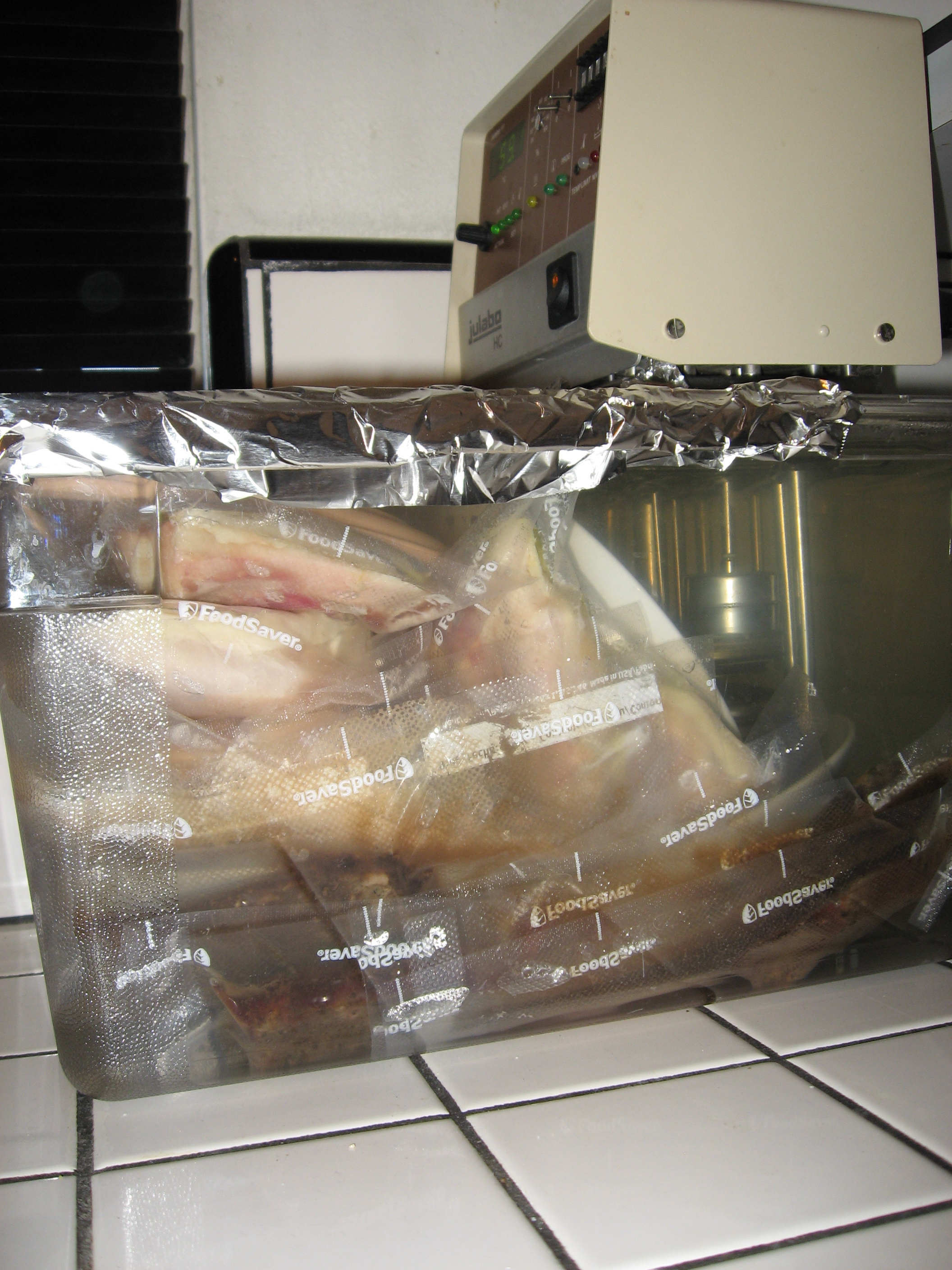
Sous-vide.

El sous-vide (en francés ‘al vacío’; pronúnciese suvíd) es un método de cocción inventado por el chef francés Georges Pralus en 1974, que mantiene la integridad de los alimentos al calentarlos durante largos periodos a temperaturas relativamente bajas. La comida se cocina durante mucho tiempo, a veces más de 24 horas. A diferencia de las ollas de cocción lenta, el sous-vide emplea bolsas de plástico herméticas que se sumergen en agua caliente hacia la mitad del punto de ebullición (normalmente sobre 60 °C).
Este método, descrito por primera vez por Sir Benjamin Thompson (Conde de Rumford) en 1799, fue redescubierto por Georges Pralus a mediados de los años 1970 para el Restaurante Troisgros (de Pierre y Michel Troisgros) en Roanne (Francia). Pralus descubrió que el Foie-gras cocinado de esta forma mantenía su aspecto original, no perdía cantidades excesivas de grasa y tenía mejor textura. Otro pionero en la técnica del sous-vide fue Bruno Goussault, que investigó más los efectos de la temperatura sobre diversos alimentos y se hizo famoso por instruir a grandes cocineros en este método. Como Científico Jefe de Soluciones Culinarias, Goussault desarrolló exhaustivamente los parámetros de tiempo de cocción y temperatura para diferentes alimentos.
El método sous-vide es usado en diversos restaurantes de categoría, como los de Heston Blumenthal, Paul Bocuse, Joan Roca, Michael Carlson, Thomas Keller, Jesse Mallgren, Joël Robuchon, Alessandro Stratta, Charlie Trotter y otros. La cocción al vacío también empieza a ser utilizada por cocineros no profesionales, e incluso se comercializan electrodomésticos asequibles para tal fin.
La bacteria clostridium botulinum puede crecer en los alimentos en ausencia de oxígeno y producir la mortal toxina botulínica, por lo que la cocción sous-vide debe realizarse bajo condiciones cuidadosamente controladas para evitar el envenenamiento por botulismo. Para mejorar la seguridad alimentaria y el sabor, se emplean máquinas de baño de agua (circuladores de inmersión termal) relativamente caras para hacer circular agua calentada con precisión. Diferencias de incluso un grado pueden afectar al producto final.